# Wodnik ciemny
Wodnik ciemny, chruściel kalajański, wodnik calayański (Aptenorallus calayanensis) – gatunek nielotnego ptaka z rodziny chruścieli (Rallidae). Endemit filipińskiej wyspy Calayan, narażony na wyginięcie.

## Systematyka
Wodnik ciemny został naukowo opisany jako nowy gatunek w 2004 roku pod nazwą Gallirallus calayanensis. Późniejsze badania wykazały, że takson ten wymaga umieszczenia w nowym, odrębnym rodzaju. Rodzaj ten wprowadzili w 2021 roku Kirchman i inni.

## Morfologia
Wodnik ciemny jest jednym z 20 znanych żyjących nielotnych chruścieli. Jest to mały ptak, o ciemnobrązowym upierzeniu z charakterystycznym pomarańczowo-czerwonym dziobem i nogami. Długość ciała około 30 cm, masa ciała holotypu: 244,5 g. Obie płcie są do siebie podobne.

## Zasięg występowania
Występuje endemicznie na Filipinach – na należącej do archipelagu Babuyan wyspie Calayan w prowincji Cagayan. Obszar zajmowany przez gatunek szacuje się na około 90 km².

## Ekologia i zachowanie
Jego naturalnym środowiskiem są głównie lasy na podłożu wapiennym, zarówno pierwotne, jak i wtórne. Jest też jednak regularnie obserwowany w lasach na podłożu innym niż wapienne, w lasach zdegenerowanych przez człowieka, a także na przyległych do lasów plantacjach palm kokosowych z gęstym podszytem.
Wydaje specyficzne głośne, chropowate odgłosy.

## Status zagrożenia
Międzynarodowa Unia Ochrony Przyrody (IUCN) klasyfikuje wodnika ciemnego jako gatunek narażony na wyginięcie (VU, Vulnerable) ze względu na niewielki zasięg występowania i nieliczną populację, którą w 2012 roku szacowano na 2500–4300 dorosłych osobników. Ze względu na brak dowodów na spadki liczebności bądź istotne zagrożenia dla gatunku BirdLife International ocenia trend liczebności populacji jako stabilny.